# Planet of the Apes (videohra)
Planet of the Apes je akční dobrodružná videohra z roku 2001 založená na franšíze Planeta opic. Jedná se o první videohru franšízy a byla vydána jako doplněk k filmu Planeta opic z roku 2001, přestože je její příběh inspirován původním románem a filmem. Videohra byla vyvinuta firmou Visiware na platformy Microsoft Windows a PlayStation a vydána Ubi Softem, přičemž jejím spoluvydavatelem je Fox Interactive. Studio Torus Games vytvořilo verzi hry na konzole Game Boy Advance a Game Boy Color, která je založená na původním filmu a jeho pokračování.
Ve videohře studia Visiware ovládá hráč postavu Ulyxeho, astronauta, který ztroskotal v daleké budoucnosti na planetě Zemi. Na ní vládnou inteligentní opice, jež utlačují lidi. Ulyxes prozkoumává různé oblasti, pomáhá lidskému odporu, který ho považuje za prorokovaného spasitele, a odkrývá tajemství, na nichž je založena opičí společnost. Ve hře se objevují jak nové postavy, tak i ty z původních filmů a románu, jako jsou Zira, Kornélius, Zaius a Nova.
Vydání videohry bylo zpožděno o tři roky kvůli problémům s připravovaným remakem a rozhodnutím Fox Interactive spoluvydat ji s dalším distributorem. Planet of the Apes byla vydána 20. září 2001 a zmeškala uvedení filmu do kin. Verze na PlayStation a Microsoft Windows byla negativně přijata kritiky a Game Boy verze získala smíšené recenze. Recenzenti kritizovali zejména ovládání a hratelnost.

## Hratelnost
Planet of the Apes akční adventura z pohledu třetí osoby. Hráč ovládá postavu Ulxyeho, astronauta, který ztroskotal na planetě Zemi obývané inteligentními opicemi, se kterými se utkává v bitvách, aby přežil. Pro boj využívá pěstních soubojů, kyjů, nožů a palných zbraní. Itemy (položky), například jmenované zbraně, se dají uschovat do inventáře pro pozdější použití. Existují zde tři módy, se kterými může hráč prozkoumávat úrovně hry: normální (nenásilné cestování), atletický (konflikty) a stealth (skrytá akce). Ve videohře se nacházejí také různé hádanky a skládačky, například najít speciální kartu k odemčení další úrovně. Hráčův postup ve hře se ukládá pouze po dokončení jednotlivých úrovní.